# Zabezpieczenie zanikowe
Zabezpieczenie zanikowe – zabezpieczenie stosowane przy zasilaniu silników elektrycznych, gdy ich samorozruch po wcześniejszym zaniku napięcia może mieć niepożądane następstwa takie jak: zagrożenie życia ludzi lub zakłócenie procesów technologicznych. Zabezpieczeniem zanikowym może być wyzwalacz lub przekaźnik podnapięciowy.